# Chaetodipus ammophilus
Chaetodipus ammophilus és una espècie de mamífer rosegador de la família dels heteròmids. És endèmic de la Baixa Califòrnia Sud (Mèxic), on viu a altituds de fins a 600 msnm. El seu hàbitat natural són les zones humides i fresques de planes costaneres situades en matollars desèrtics. És considerat una espècie gairebé amenaçada per l'expansió dels camps de conreu i, a les regions costaneres, pel creixement de l'activitat turística. El seu nom específic, ammophilus, significa ‘amant de la sorra’.